# Deréte
Deréte (románul Dretea) falu Romániában Kolozs megyében.

## Fekvése
Magyargyerőmonostor és Körösfő (románul Izvoru Crișului) között félúton fekszik, közel a főuthoz.

## Nevének említése
1214-ben Dereg, 1291-ben Derekce, 1376-ban Dereth, 1455-ben Derethe, 1589-ben Dereteh néven jelentkezik az okiratokban. 1839-ben Derite, Deritse, Drettye, Deretye, 1863-ban Drettye néven említik.

## Története
A 13. század végén már plébániával rendelkezik, mert a Bécsi Codex szerint püspöki tizedet fizet.
Középkori katolikus lakossága a reformáció idején a templommal együtt református lesz. A 18. században még református anyaegyház. A falu 1733-tól vegyes lakosságú. 1880-ban a 445 főből már csak 12 fő magyar ajkú, ebből 7 fő református vallású. 1878-ban román stílusú templomát lebontják. 
A falu a trianoni békeszerződésig Kolozs vármegye Bánffyhunyadi járásához tartozott.
A második világháború befejezése óta már nem élnek magyarok a faluban.